# Tecopa
Tecopa és una concentració de població designada pel cens dels Estats Units a l'estat de Califòrnia. Segons el cens del 2000 tenia 99 habitants.

## Demografia
Segons el cens del 2000, Tecopa tenia 99 habitants, 60 habitatges, i 22 famílies. La densitat de població era de 2,1 habitants/km².
Dels 60 habitatges en un 10% hi vivien nens de menys de 18 anys, en un 28,3% hi vivien parelles casades, en un 6,7% dones solteres, i en un 63,3% no eren unitats familiars. En el 55% dels habitatges hi vivien persones soles el 30% de les quals corresponia a persones de 65 anys o més que vivien soles. El nombre mitjà de persones vivint en cada habitatge era d'1,65 i el nombre mitjà de persones que vivien en cada família era de 2,5.
Per edats la població es repartia de la següent manera: un 10,1% tenia menys de 18 anys, un 4% entre 18 i 24, un 14,1% entre 25 i 44, un 28,3% de 45 a 60 i un 43,4% 65 anys o més.
L'edat mediana era de 63 anys. Per cada 100 dones de 18 o més anys hi havia 78 homes.
La renda mediana per habitatge era de 12.344 $ i la renda mediana per família de 16.250 $. Els homes tenien una renda mediana de 0 $ mentre que les dones 31.250 $. La renda per capita de la població era de 10.395 $. Entorn del 30,8% de les famílies i el 38,6% de la població estaven per davall del llindar de pobresa.

## Poblacions més properes
El següent diagrama mostra les poblacions més properes.